# Паленсия (провинция)
Паленсия (исп. Palencia) — провинция на севере Испании в составе автономного сообщества Кастилия и Леон. Административный центр — Паленсия.

## География
Территория — 8052 км² (29-е место среди провинций страны).

## Демография
Население — 173,5 тыс. (46-е место; данные 2005 г.).

## Административное устройство
Провинция включает 191 муниципальное образование, половина из них — деревушки с населением менее 200 человек.